# Omar Colley
Omar Colley (ur. 24 października 1992 w Bandżulu) – gambijski piłkarz, występujący na pozycji obrońcy, od 2012 w reprezentacji Gambii. Wychowanek Wallidan, w trakcie swojej kariery grał także w takich zespołach, jak Real Bandżul, KuPS, Djurgardens, Genk oraz Sampdoria.